# Stadion Dziesięciolecia
Le Stadion Dziesięciolecia, en français Stade du 10e anniversaire, était un stade polyvalent de 71 000 places assises à ciel ouvert, situé à Varsovie, capitale de la Pologne. Il demeure le plus grand stade jamais édifié en Pologne à ce jour.
Construit en 1953, c’était le principal lieu des manifestations du régime communiste du pays ; il fut abandonné pour des raisons techniques en 1983, après la chute de ce régime. Il hébergea à partir de 1989 le plus grand marché à ciel ouvert de Pologne et peut-être d'Europe. Sa destruction fut entreprise en septembre 2008 pour permettre la construction sur son emplacement d’un nouveau stade de football : le Stade national.

## Nom
Le nom officiel complet du stade est : Stadion Dziesięciolecia Manifestu Lipcowego, ce qui signifie Stade des dix ans du Manifeste de Juillet, faisant référence au Manifeste du Comité polonais de libération nationale (PKWN), gouvernement intérimaire soutenu par les Soviétiques contre le gouvernement polonais en exil, basé à Londres. Ce manifeste avait été officiellement proclamé à Chełm le 22 juillet 1944, mais son texte avait été modifié par Joseph Staline en personne à Moscou, où il avait également été imprimé.

## Histoire
En 1953, le gouvernement de la République populaire de Pologne décide la construction d'un grand stade olympique pour la ville de Varsovie. Les architectes choisis sont Jerzy Hryniewiecki, Zbigniew Ihnatowicz, Jerzy Główczewski et Jerzy Sołtan. La construction commence la même année, utilisant principalement les décombres de la ville détruite en 1944 par les Allemands à la suite de l'insurrection de Varsovie. Le stade consiste en une tribune de forme ovale offrant 71 000 places assises à ciel ouvert avec une piste d'athlétisme olympique et un terrain de football. Pour compléter l'installation, s’y ajoutent un terrain d'entraînement, une petite salle de sport couverte, un parking de 900 places et un parc aménagé autour du stade. Une gare ferroviaire est ouverte à proximité. Il devient le stade national de Pologne, abritant les principaux matchs internationaux de football ou compétitions d'athlétisme mais également les grandes manifestations du régime communiste, pouvant alors accueillir plus de 100 000 spectateurs.
En 1968 lors d'une fête communiste, Ryszard Siwiec s'immole dans les gradins pour protester contre l'entrée à Prague des troupes du Pacte de Varsovie devant des milliers de personnes, des officiels du parti et alors que la manifestation est retransmise à la télévision nationale.
En 1983, un rassemblement catholique y est organisé en présence du pape Jean-Paul II avec près de 100 000 personnes. Le stade est abandonné cette année-là à la suite de problèmes techniques.
En 1989, la municipalité de Varsovie le loue à la société Damis qui en fait un grand marché à ciel ouvert sous le nom de Jarmark Europa, sous-louant des emplacements à des milliers de petits commerçants. Le stade devient rapidement le plus grand marché de Pologne et sans doute le plus grand marché à ciel ouvert d'Europe. L'âge d'or de ce marché se situe dans les années 1990, où des commerçants de tous pays y viennent pour écouler leur marchandises, d'origine souvent douteuse. Le marché est alors considéré comme un haut lieu du marché noir et de la marchandise contrefaite : la police polonaise y poursuit entre 1995 et 2001 plus de 25 000 vendeurs et saisit environ 10 millions de CD ou vidéo pirates ; le site génère un chiffre d'affaires considérable, estimé à environ 500 millions de zlotys (125 millions d'euros) par an. Dans les années 2000 la situation se normalise peu à peu et le marché perd de son importance.
En 2008, après le départ des derniers commerçants, l’ancien stade est entièrement détruit pour permettre la construction d’un nouveau stade de football de 58 000 places, achevé en 2011 : le Stade national. Ce sera l'un des stades de l'Euro 2012 coorganisé par la Pologne avec entre autres, le match d'ouverture de la compétition et une demi-finale. À proximité du stade, une salle omnisports de 15 000 places, un hôtel, une piscine olympique pouvant accueillir 4 000 spectateurs, une salle de conférences ont également été construits. Le site sera relié par une nouvelle station ferroviaire et une station de métro d'une nouvelle ligne encore à construire.

## Galerie

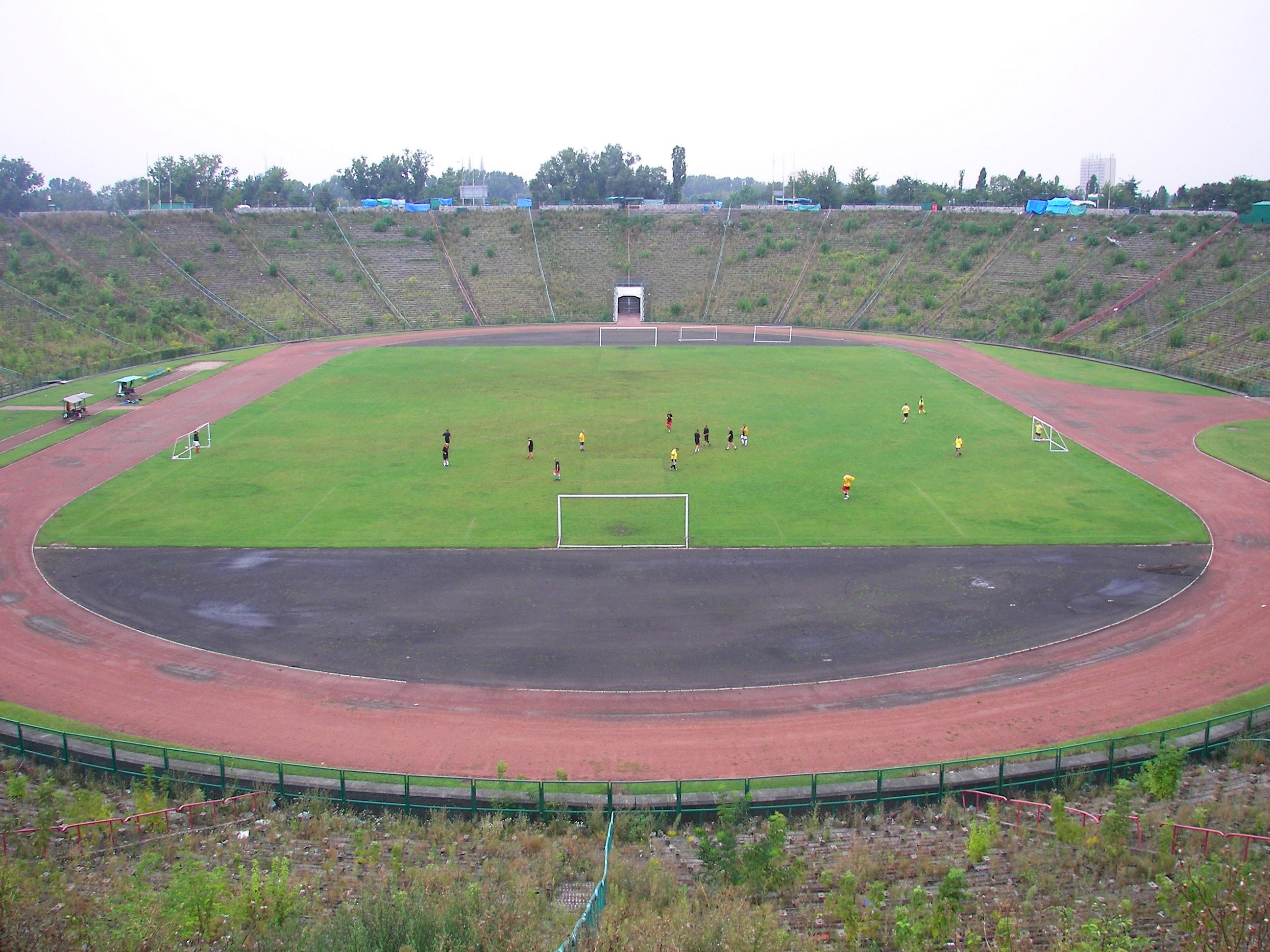
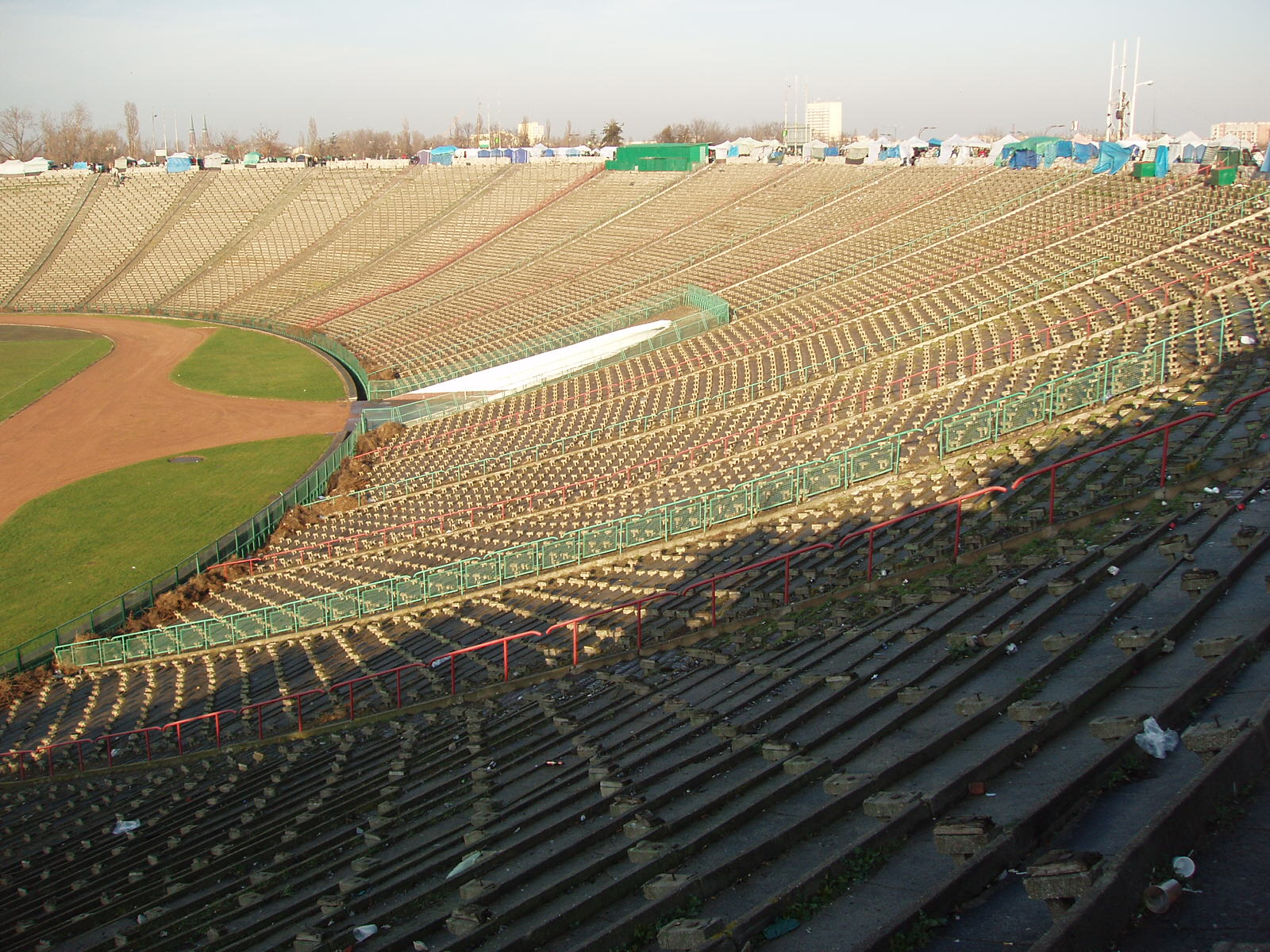
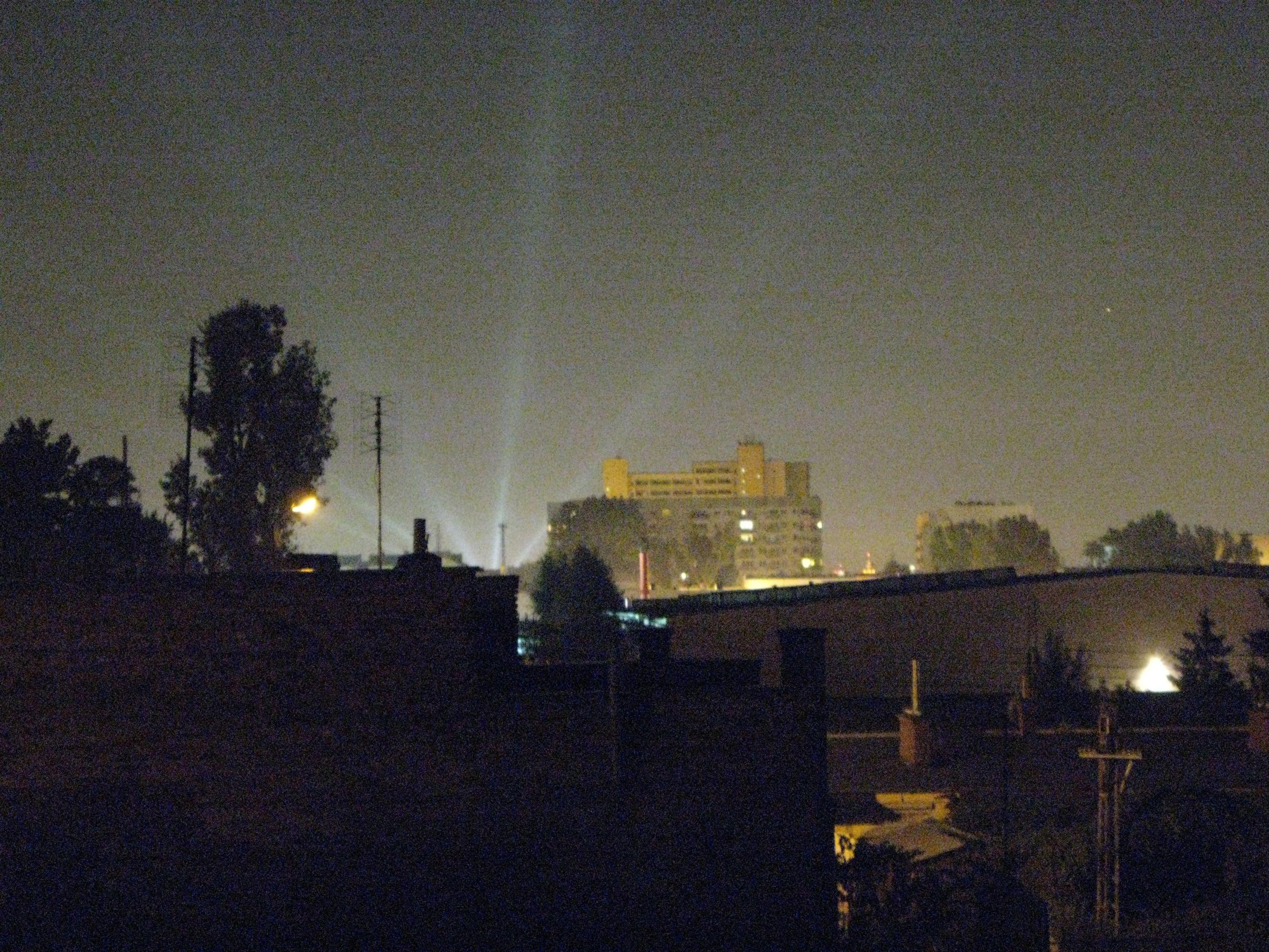

## Événements
- Red Bull X-Fighters, 6 septembre 2008